# Ranmamaikot
Ranmamaikot (nep. रन्मामैकोट) – gaun wikas samiti w zachodniej części Nepalu w strefie Rapti w dystrykcie Rukum. Według nepalskiego spisu powszechnego z 2001 roku liczył on 460 gospodarstw domowych i 2663 mieszkańców (1304 kobiet i 1359 mężczyzn).